# Sulu
Sulu é um província de  segunda classe de renda da província (d) na região Filipinas, nas Filipinas. De acordo com o censo de 1 de maio  de  2020 possui uma população de 1 000 108 pessoas e 166 140 domicílios. 
Sua capital é Jolo na ilha de mesmo nome. Maimbung, a capital real do Sultanato de Sulu, também está localizada na província. Sulu fica ao longo da fronteira sul do mar de Sulu e da fronteira norte do mar de Celebes.

## Subdivisões
Municípios
- Banguingui
- Hadji Panglima Tahil
- Indanan
- Jolo
- Kalingalan Caluang
- Lugus
- Luuk
- Maimbung
- Panamao
- Omar
- Pandami
- Panglima Estino
- Pangutaran
- Parang
- Pata
- Patikul
- Siasi
- Talipao
- Tapul